# Indické umění

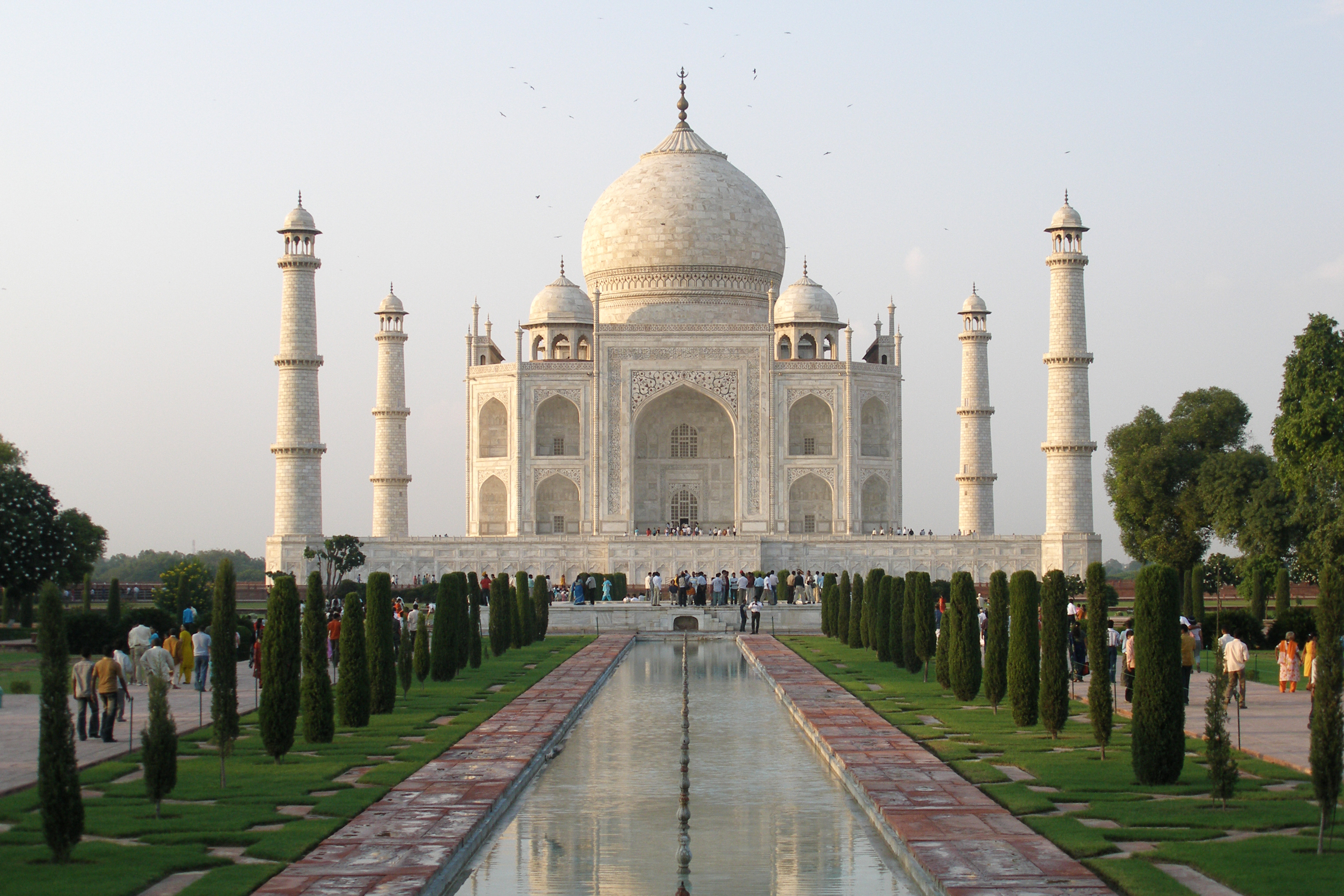
Tádž Mahal, vrcholný příklad mughalské architektury

Indické umění je velmi rozmanité, což je zapříčiněno širokou škálou často velmi různorodých kulturních, sociálních a náboženských tradic, které se v průběhu staletí na Indickém poloostrově nacházely. Z historického hlediska by se dalo umění Indie orientačně rozdělit do 4 období:
- starověké (od 4. tisíciletí před naším letopočtem – 1200)[2][3];
- islámské (712–1757);
- koloniální (1757–1947);
- nezávislé a postkoloniální (od roku 1947).[4]

Starověké umění Indie bylo ovlivněno zejména tradičními náboženstvími jako je hinduismus, buddhismus a džinismus. K nejvýznamnějším dokladům umělecké činnosti na území starověké Indie patří např. Bhimbetka nebo jeskyně Adžanta. Klasické islámské umění vyvrcholilo za vlády Mughalů zejména v podobě mughalské architektury.